# Regimiento de Caballería n.º 3 "Húsares"
El Regimiento de Caballería n.º 3 "Húsares" del General don José Miguel Carrera y Verdugo es una unidad de exploración de montaña a caballo (montada o hipomóvil) del Ejército de Chile, que tiene su guarnición en la ciudad de Angol, capital de la Provincia de Malleco. La unidad pertenece a la III División de Montaña del Ejército, cuyo cuartel general se encuentra en la ciudad de Valdivia.

## Descripción
Junto al Regimiento Escolta Presidencial n.º 1 "Granaderos" (ceremonial y de escolta presidencial) y el Escuadrón Montado Independiente "Chaitén" es una de las pocas unidades del ejército chileno en que persiste el uso de caballos.
Está formado por el Grupo Montado "Húsares".

## Historia

### Fundación
En Chile, los "Húsares" aparecen en Santiago por Decreto de la Primera Junta de Gobierno el 2 de diciembre de 1810, siendo su primer comandante el teniente coronel Joaquín de Toro y Valdés (hijo del conde de la Conquista) y su 2.º comandante el sargento mayor Pedro José de Ugarte.

### Guarnición de Santiago
El 23 de marzo de 1818 y después de la sorpresa de Cancha Rayada, el coronel Manuel Rodríguez Erdoíza, quien fuera también su Comandante, lo reorganiza con el nombre de "Húsares de la Muerte", constituyendo la única fuerza organizada que existía en ese confuso instante en Santiago.
Su uniforme era negro, llevando una calavera blanca y dos tibias cruzadas en los "parches" del cuello (que usaron hasta el 1 de marzo de 1982) y en el centro de la copa del quepis en la visera, queriendo señalar que jamás se rendirían.
El 2 de noviembre de 1819 y considerando que la mayoría del 4.º Escuadrón del Regimiento Argentino "Granaderos a Caballo" era chileno, se dispuso su independencia bajo la denominación de "Húsares de Marte" al mando del teniente coronel Benjamín Viel (oficial napoleónico), participando en la "guerra a muerte" en 1820, hasta el 3 de octubre de 1822, en que pasan a constituir el Escuadrón "Dragones" de Chillán.
El 4 de septiembre de 1821, justo después de 10 años del comienzo de su vida pública en Chile y luego de un espurio proceso, es fusilado en Mendoza el general José Miguel Carrera y Verdugo, primer Comandante en Jefe del Ejército y Patrono del Regimiento.
En 1830 participó en la guerra civil al mando del coronel Francisco Porras. Entre el 12 de agosto y el 31 de diciembre de 1837, se organizaron los "Húsares de la Guardia del General" que participaron en la 1.ª Campaña de la guerra contra la Confederación Perú-Boliviana como escolta del almirante Manuel Blanco Encalada, Comandante en Jefe de la Expedición (Iquique - Arequipa).

### Guarniciones de provincia
En 1874, por órdenes del recién ascendido general Basilio Urrutia, fueron enviados desde este regimiento 200 soldados y 2 artillerías para la fundación del fuerte de Los Sauces.
Entre 1885 y 1891, diferentes Escuadrones de "Húsares" cubrieron las siguientes guarniciones:
A partir de enero de 1885, cubre como Escuadrón las Guarniciones de Angol y Lonquimay, en 1897 Victoria, Ercilla, Liucura y Curacautín, llevando como insignia 2 sables cruzados, ligados por una corona de laurel, existiendo hasta el 1 de enero de 1888. En 1891 y a raíz de la guerra civil, el presidente Balmaceda movilizó varias Unidades de "Húsares", empezando el 9 de enero con un Escuadrón de 205 jinetes en Collipulli (15 oficiales) al mando del teniente coronel Simón Moraga.
El 2 de octubre de 1891 y por Decreto Supremo n.º 231 del triunfante gobierno del almirante don Jorge Montt, se reorganizó definitivamente en Angol como Escuadrón de Caballería n.º 3 "Húsares", al fusionarse los Escuadrones "Húsares" de Colmo n.º 6, "Húsares" de Victoria y uno del "Granaderos" con una Plana Mayor de 12 hombres y 3 compañías de 86 hombres cada una, lo que hacía un total de 270 jinetes (16 oficiales) al mando del teniente coronel Tulio M. Padilla Anguita, teniendo como insignia dos sables cruzados con el n.º 3 en su parte superior y al medio.
El 6 de mayo de 1893, pasó a denominarse Regimiento de Caballería n.º 3. En 1899, está en Tacna y vuelve a tener como insignia definitiva la "calavera con las tibias cruzadas" que lucieron en el cuello hasta el 1.º de marzo de 1892, el 24 de octubre de 1898, se le agregó el nombre de "Húsares" por Decreto Supremo n.º 1534 del Presidente Errázuriz. El 14 de diciembre de 1903, se le asignó como patrono al general José Miguel Carrera y Verdugo, héroe de la Patria Vieja y su tercer Comandante, por Decreto Supremo n.º 1760 del Presidente Riesco.
El 17 de mayo de 1905, volvió desde Tacna a su antigua guarnición en Angol, en un cambio con el R.C.1 "Granaderos", ocupando un Cuartel próximo a la plaza, en el que celebró el 2 de diciembre de 1910, su primer centenario. En donde permanece actualmente integrado plenamente a la ciudadanía angolina.
El 5 de septiembre de 1931, participó brillantemente en el sofocamiento de la sublevación de la marinería en Talcahuano, muriendo en forma heroica el sargento 2° Federico Ganga, el cabo 2° (r) Tulio Miranda Correa y los conscriptos Porfirio Zapata y Wenceslao Molina, a quienes póstumamente se les invistió como "Beneméritos de la Patria".
El 18 de febrero de 1982 y producto de la evolución del arma, pasó a denominarse Regimiento de Caballería Blindada n.º 3 "Húsares" del General don José Miguel Carrera y Verdugo.
A partir del 10 de enero del año 1982 y como producto de la unificación de los parches distintivos de las unidades del Ejército de Chile, los "Húsares" dejaron de lucir en su cuello la emblemática calavera con las tibias cruzadas, pero ella continuó siendo su insignia oficial.
Su dilatada trayectoria como unidad militar, ha convertido al Regimiento "Húsares", en el segundo Regimiento más antiguo del Ejército de Chile, por lo que, en ceremonia realizada en la Escuela Militar, el 23 de agosto de 1997, le concedió el honor de detentar la Bandera Coronela, Estandarte de Combate que sólo está reservado para los Regimientos Gloriosos de la Nación.
A partir del mes de septiembre de 1999, por disposición del mando institucional, nuevamente los sagrados uniformes de los bizarros soldados de "Húsares", vuelven a lucir su venerada insignia de la calavera con las tibias cruzadas, la cual, con el paso del tiempo centenario, se ha constituido en la prenda más valiosa de las tradiciones y el patrimonio histórico del glorioso Regimiento "Húsares". Además de su marcha de desfile Húsares de la Reina.
El año 2016 vuelve a denominarse Regimiento de Caballería n.º 3 "Húsares".